# Sint-Maximinusabdij
De Sint-Maximinusabdij (Duits: Reichsabtei Sankt Maximin) was tot de opheffing in 1802 de grootste van de vier abdijen in de Duitse stad Trier. Het was tevens een tot het Heilige Roomse Rijk behorende  rijksabdij binnen de Keur-Rijnse Kreits. De benedictijnenabdij en de bijbehorende abdijkerk, thans parochiekerk, zijn vernoemd naar de heilige Maximinus van Trier.

## Geschiedenis
Omstreeks 600 ontstond er naast de omstreeks 330 gebouwde Sint-Maximinuskerk een benedictijnerabdij. De abdij was in het bezit van uitgebreide goederen en was rijksvrij. In 1139 werd de abdij onderworpen door het aartsbisdom Trier. De abdij en de voogden, achtereenvolgens de graven van Namen en de graven, later hertogen van Luxemburg, protesteerden tot het einde van de abdij in 1802 tevergeefs tegen deze onderwerping.
In 1589 werd de heerlijkheid Freudenburg gekocht van de graven van Sayn.

## Monniken, abten, voogden
- Weomadus (monnik, vóór 762)
- Adalhard de Seneschalk (lekenabt, 9e eeuw)
- Reinier I van Henegouwen (lekenabt, eind 9e/begin 10e eeuw)
- Giselbert II (lekenabt, vóór 939)
- Hugo I van Luik (abt, vóór 945)
- Adalbert van Maagdenburg (abt, ca. 958-966)
- Siegfried van Luxemburg (voogd, 963-998?)
- Israël Grammaticus (monnik, ca. 965)
- Giselbert van Luxemburg (voogd en begunstiger, vóór 1035)
- Hendrik II van Luxemburg (voogd, 1035-1047?)
- Koenraad I van Luxemburg (voogd, 1059-1086?)
- Hendrik I van Namen (voogd, 12e eeuw)

## Erfgoed
Van de abdij zijn alleen de 18e-eeuwse kerk en een barokke toegangspoort bewaard gebleven.

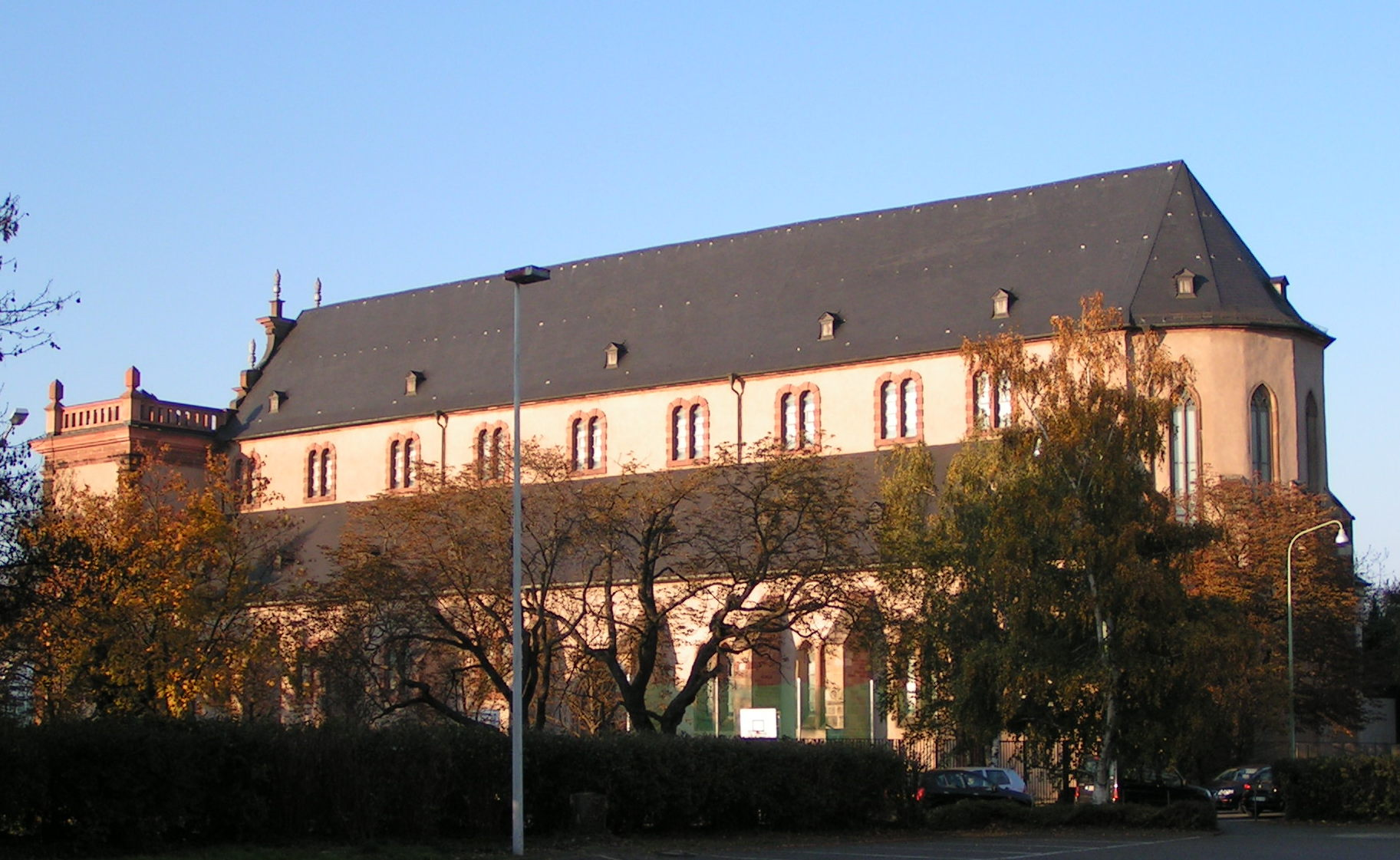
Zuidzijde kerk
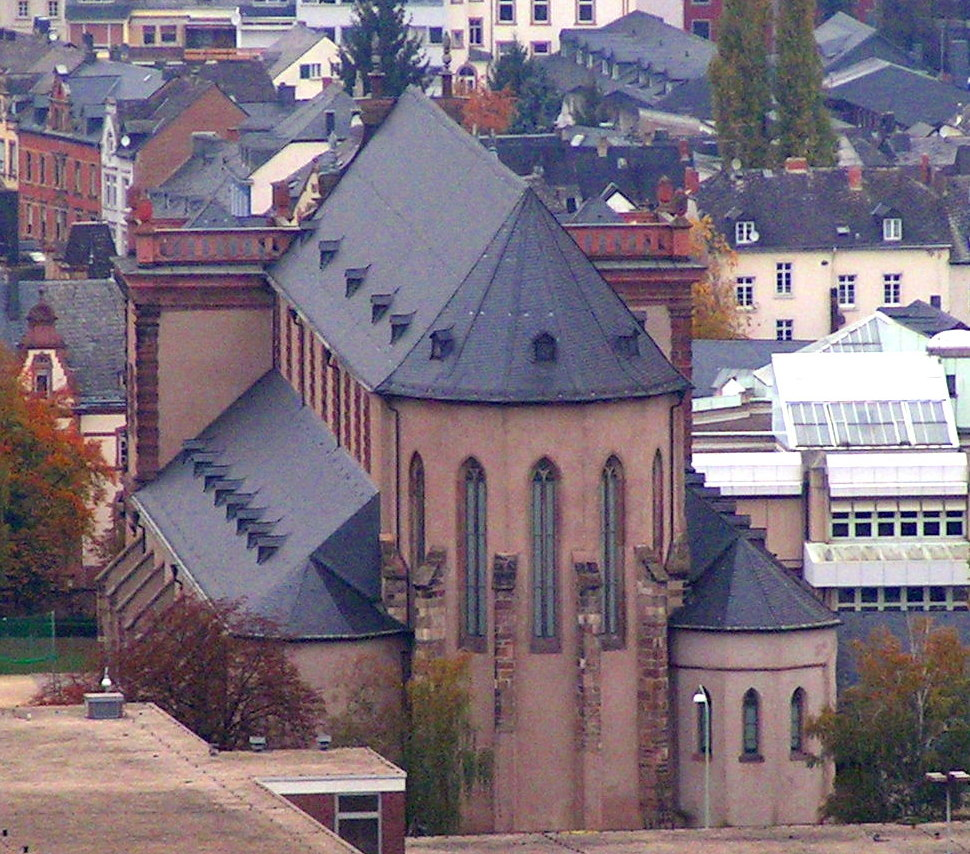
Koorzijde kerk
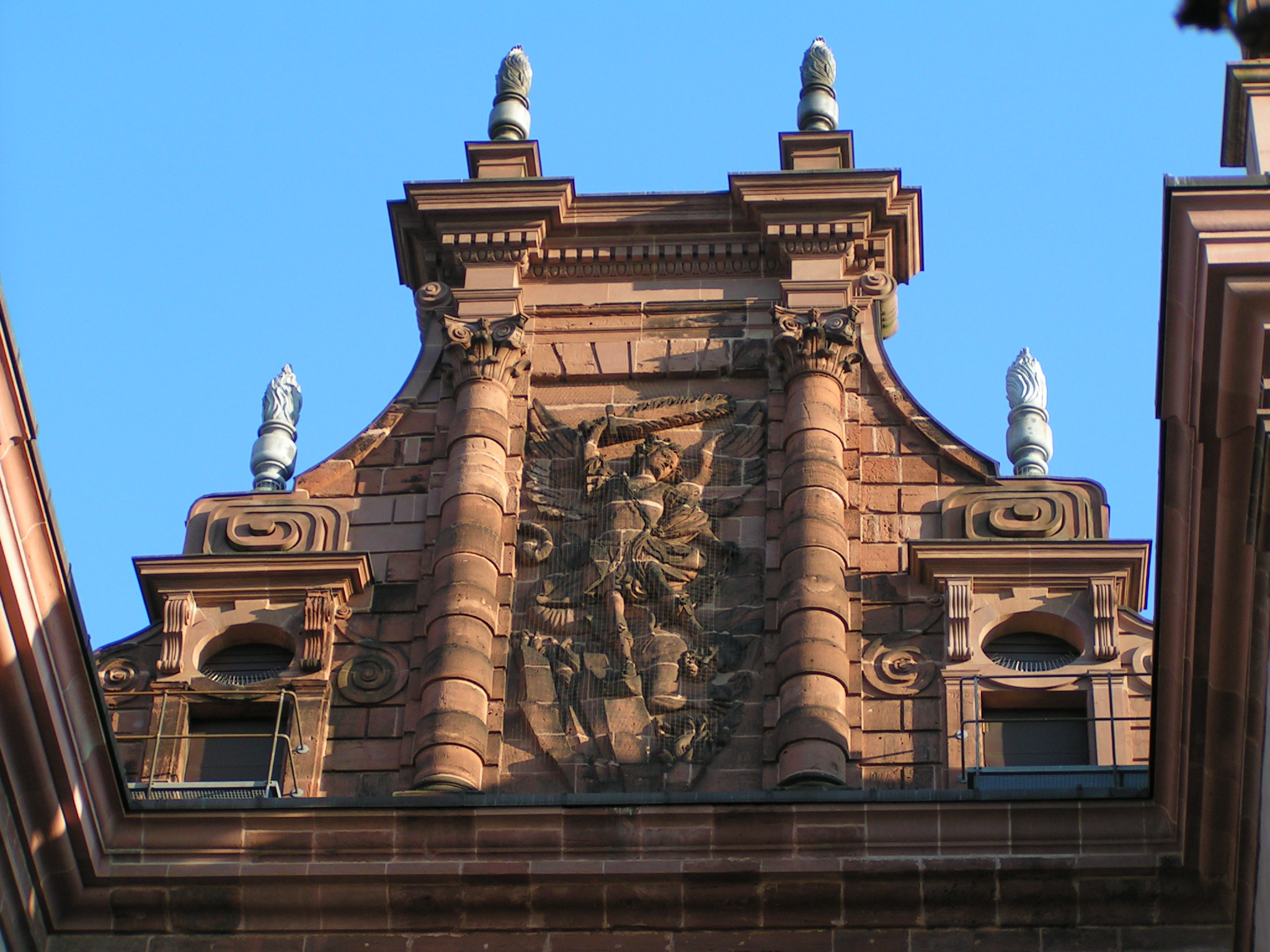
Detail westfaçade
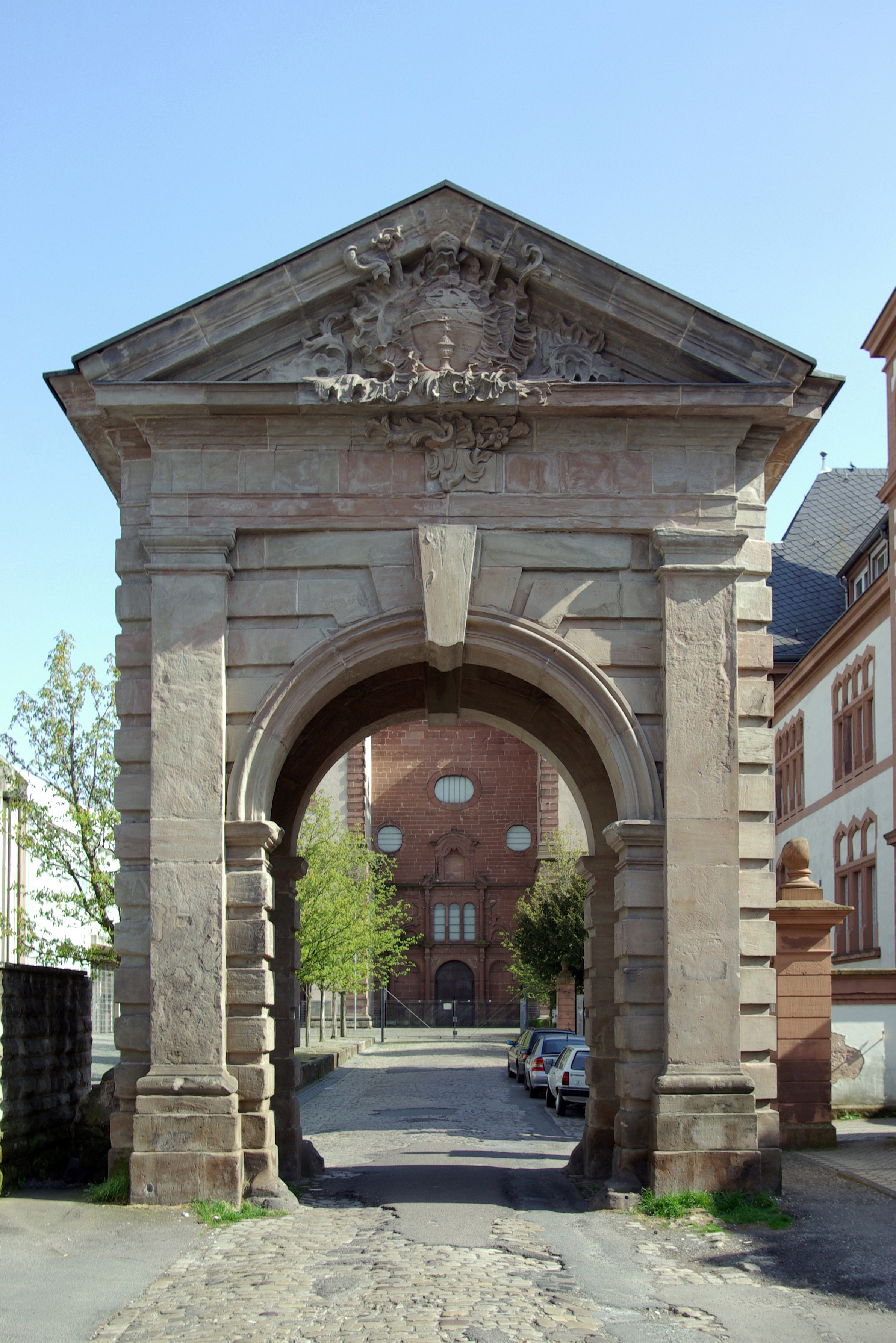
Poortgebouw

In een kelder onder de kerk bevindt zich een groot aantal Frankische sarcofagen. In het Rheinisches Landesmuseum Trier worden enkele vroegmiddeleeuwse grafstenen en diverse romaanse bouwfragmenten van de voormalige abdij bewaard (met name van de kruisgang).

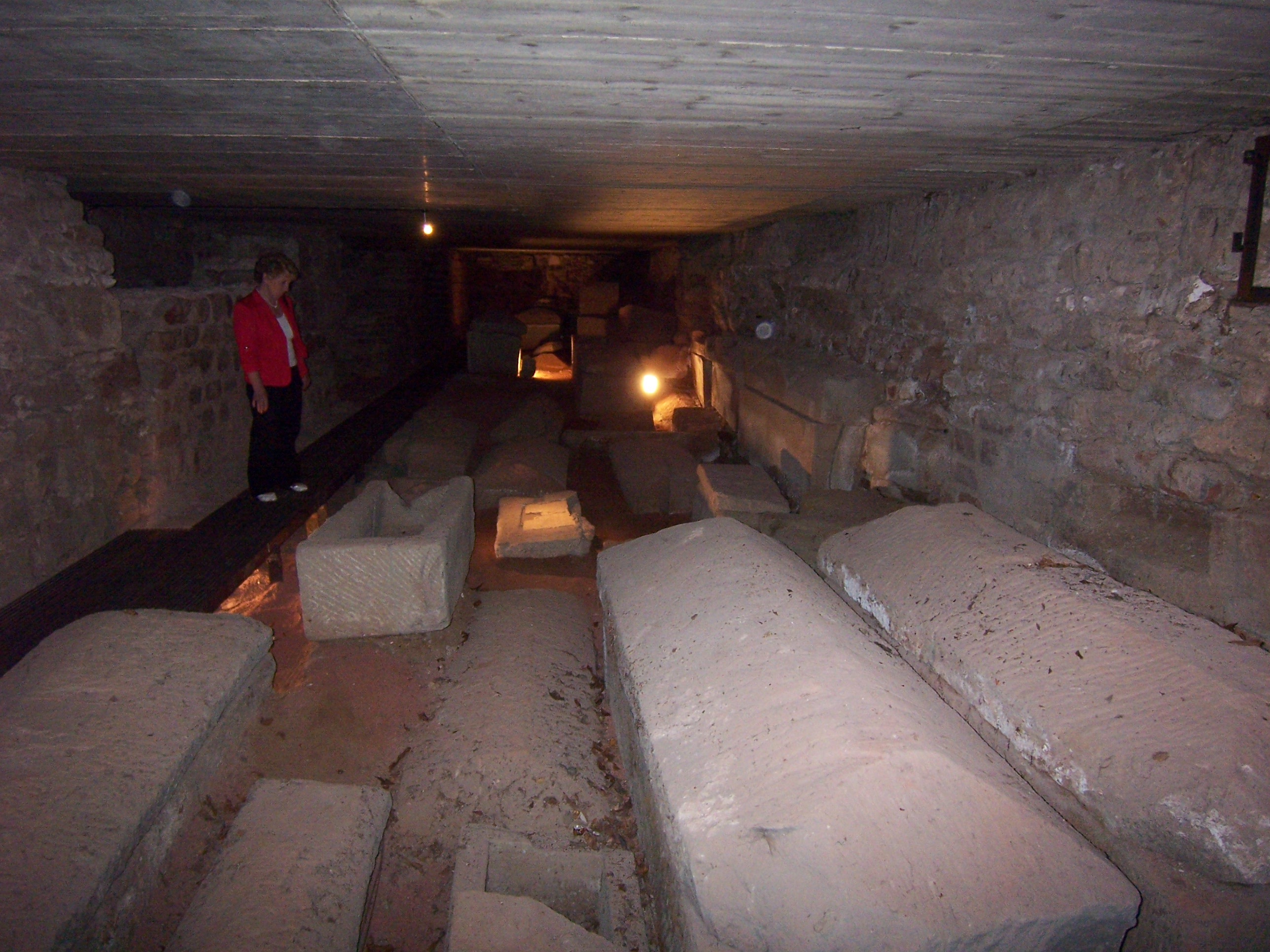
Frankische sarcofagen
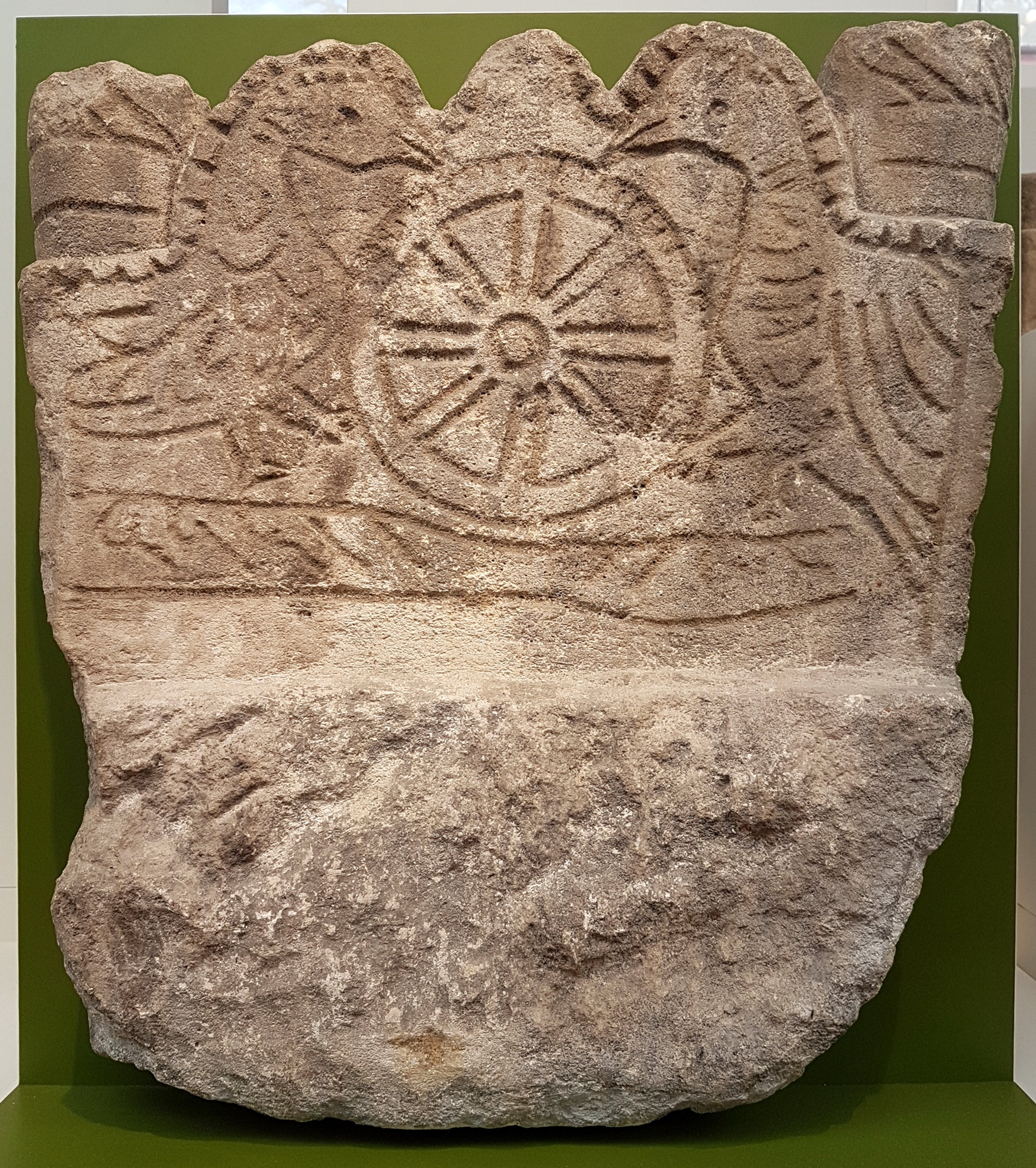
Vroegmiddeleeuwse grafsteen
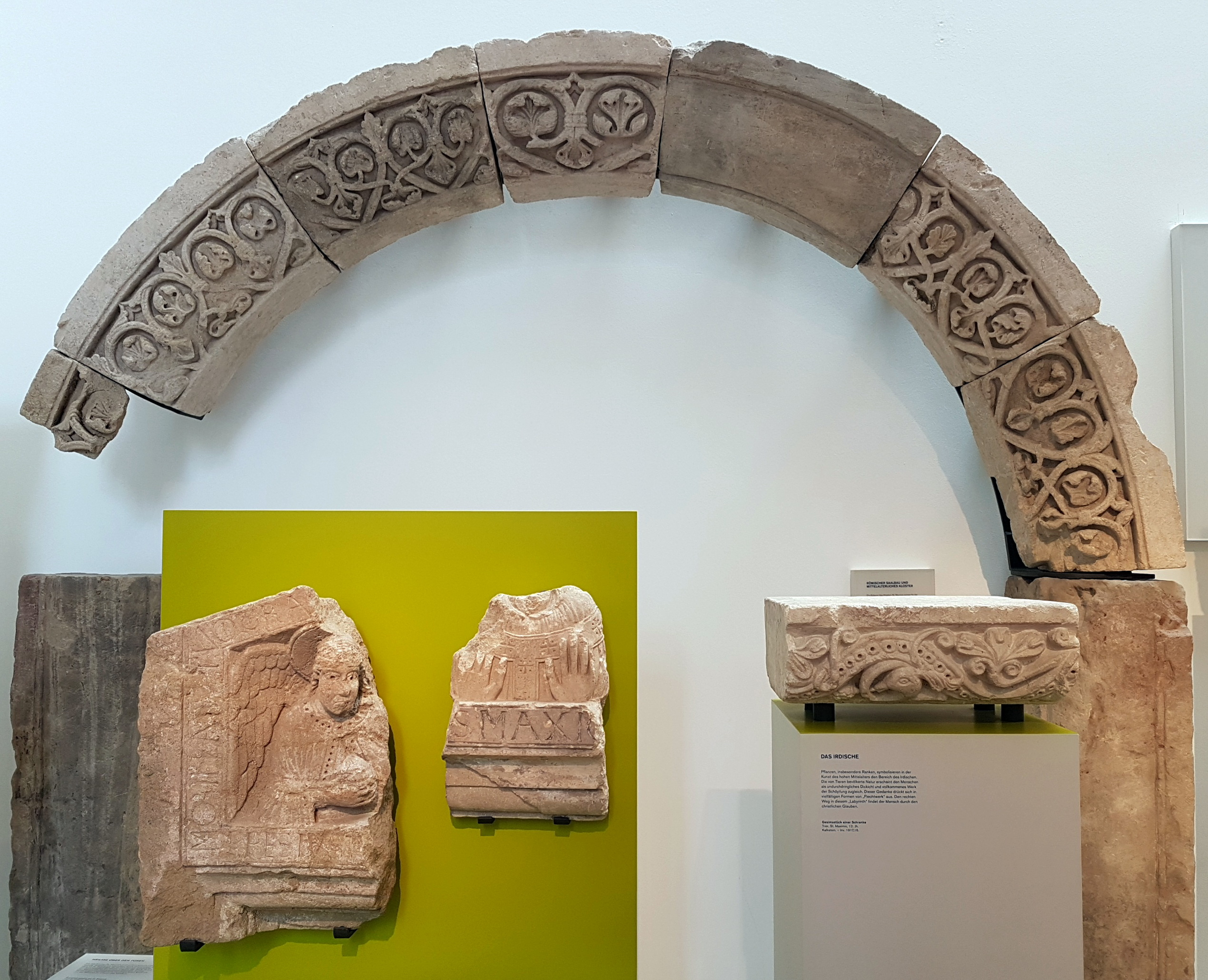
Bouwsculptuur kruisgang
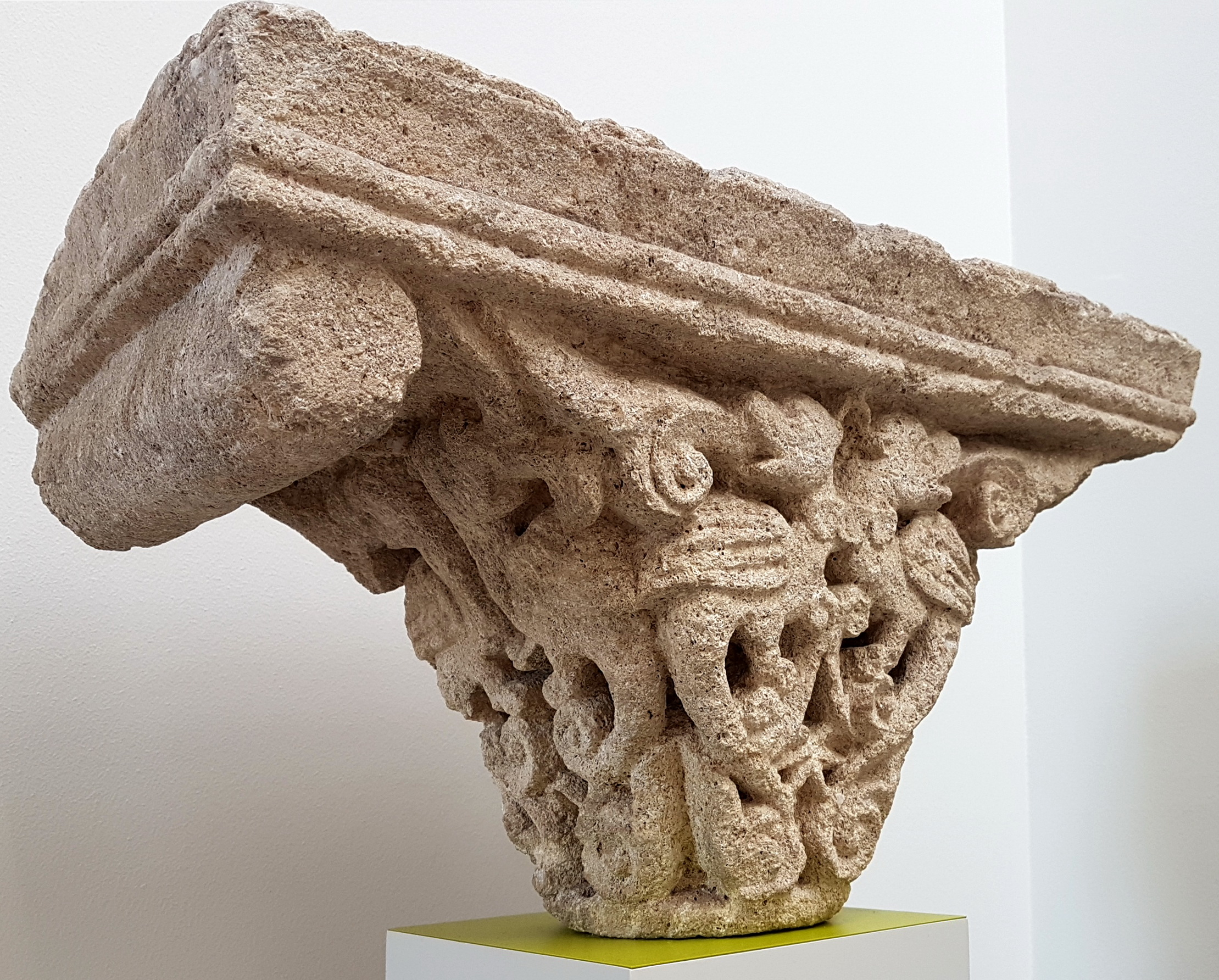
Romaans kapiteel